# شهرستان لیکینگ (اوهایو)
شهرستان لیکینگ (به انگلیسی: Licking County) یک منطقهٔ مسکونی در ایالات متحده آمریکا است که در اوهایو واقع شده‌است. شهرستان لیکینگ ۱٬۷۷۹٫۳۳ کیلومتر مربع مساحت دارد.